# Covington County, Alabama
Covington County är ett county i den amerikanska delstaten Alabama. 2012 uppskattades countyt ha 37 955 invånare. Den administrativa huvudorten (county seat) är Andalusia.

## Geografi
2013 hade countyt en total area på 2 703,4 km². 2 668,87 km² av arean var land och 34,53 km² var vatten.

### Angränsande countyn
- Butler County - nord
- Crenshaw County - nord
- Coffee County - öst
- Geneva County - öst
- Walton County, Florida - sydöst
- Okaloosa County - sydväst
- Escambia County - väst
- Conecuh County - väst